# 姜應齊
姜應齊（?—?），甘肅省蘭州府狄道州人，清朝政治人物、同進士出身。
光緒三年（1877年），参加丁丑科殿試，登進士三甲第184名。同年五月，分部學習。